# Xylocampa areolona
Xylocampa areolona là một loài bướm đêm trong họ Noctuidae.